# Bobby Álvarez
Roberto Álvarez, detto Bobby (San Juan, 20 agosto 1955), è un ex cestista portoricano.

## Carriera
Con Porto Rico ha disputato i Giochi olimpici di Montréal 1976.